# John Henry Lefroy
Pour les articles homonymes, voir Lefroy.
John Henry Lefroy (1817-1890) est un soldat, homme de science et administrateur colonial britannique qui se distingua dans l'étude du magnétisme terrestre. Il est également gouverneur des Bermudes et de la Tasmanie.

## Biographie

### Éducation
John Henry Lefroy est né le 28 janvier 1817 à Ashe (comté de Hampshire, Angleterre, quatrième fils et sixième enfant du révérend John Henry George Lefroy et de Sophia Cottrell. Il fréquente des écoles privées avant d’entrer à l'Académie royale militaire de Woolwich en janvier 1831. Le 19 décembre 1834, il est nommé sous-lieutenant dans le Royal Artillery. Il manifeste une aptitude précoce pour la science et, pendant une affectation de trois mois à Chatham en 1837, il étudie l’astronomie pratique au Royal Engineers Establishment.

### Étude du magnétisme

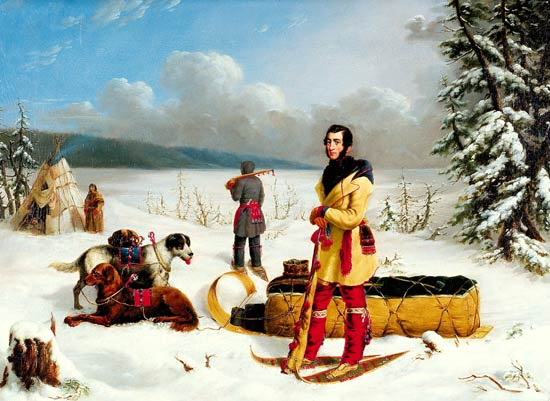
Portait The Surveyor: Portrait of Captain John Henry Lefroy (1845), aussi appelé Scene in the Northwest.

En 1839, le gouvernement britannique commence à mettre sur pied un réseau d’observatoires dans ses colonies et à organiser une série d’expéditions pour étudier le magnétisme terrestre, le tout sous la direction d’Edward Sabine. Lefroy se trouve parmi les trois premiers officiers choisis pour les observatoires prévus dans le Haut-Canada, l’île Sainte-Hélène et la colonie du Cap. Ces officiers se rendent à Dublin pour être instruit par le plus grand expert en magnétisme de la Grande-Bretagne du temps, le professeur Humphrey Lloyd du Trinity College. Le 25 septembre 1839, Lefroy s’embarque pour l’île Sainte-Hélène au sein de l'expédition scientifique de James Clark Ross vers l'Antarctique.
En 1842, John Henry Lefroy est transféré à l’Observatoire magnétique et météorologique de Toronto, qui va devenir le poste le plus important du réseau impérial. Il y arrive en octobre et en prend la direction. Un retard a été pris dans les travaux à l'Observatoire, il commence presque immédiatement à préparer une expédition dans le Nord-Ouest pour vérifier les caractéristiques géomagnétiques de l’Amérique du Nord britannique et tenter de localiser le pôle Nord magnétique. Avec son assistant, William Henry membre du Royal Artillery et d'une brigade d'hommes, Lefroy quitte Lachine, dans le Bas-Canada, le 1er mai 1843, entreprenant une expédition de 8 000 km qui dure 18 mois. 
L'expédition recueille des observations à plus de 300 endroits et voyage aussi loin au nord que Fort Good Hope (Territoires du Nord-Ouest), sur le fleuve Mackenzie, et aussi loin à l’ouest que Fort Simpson. Pendant ses voyages, Lefroy rencontre aussi certaines des personnalités marquantes du Nord-Ouest, dont George Simpson, explorateur et administrateur de la Compagnie de la Baie d'Hudson, et le révérend James Evans. Il commence également à s’intéresser aux Amérindiens et les journaux de l’expédition contiennent des notes sur la géologie, les gens, les coutumes et les traditions locales. Les découvertes scientifiques faites au cours du voyage sont communiquées à la Royal Society de Londres par Sabine et publiées en 1855, avec les découvertes de John Richardson au Fort Confidence (en) (Territoires du Nord-Ouest). En 1883, Lefroy publie son « Diary of a magnetic survey » donnant ainsi un compte rendu personnel de son travail scientifique le plus important.
En 1846, Lefroy et sa femme quittent Toronto pour leur voyage de noces en Europe. Pendant son séjour en Angleterre, il visite Sabine qui désire introduire la photographie dans les opérations d’enregistrement magnétique à Toronto mais Lefroy considère ceci comme prématuré, l'un de leurs nombreux désaccords entre les deux hommes. Lefroy revient à Toronto le 21 novembre 1846 et passe quelques années à essayer l'idée de Sabine et à poursuivre aussi le travail courant de l’observatoire. Pendant son séjour à Toronto, il œuvre dans de nombreuses sphères d’activité, reliées pour la plupart au milieu scientifique. Le 9 juin 1848, il est élu Fellow de la Royal Society et, par la suite, Fellow de la Royal Geographical Society, de la Société géologique de Londres et de la Society of Antiquaries of London. 
Il occupe le poste de vice-président en 1851–1852, puis de président en 1852–1853 du Canadian Institute. Lefroy fonde et dirige le premier club du livre de Toronto, qui compte parmi ses membres certains citoyens éminents de la ville. Lors de voyages aux États-Unis, Lefroy fait la connaissance de quelques-uns des principaux hommes de science américains, notamment Alexander Dallas Bache (en), Joseph Henry et Jean-Louis-Rodolphe Agassiz. Il publie aussi des articles sur des sujets scientifiques ainsi que sur les peuples autochtones dans des revues américaines et canadiennes. Avant de retourner en Angleterre en avril 1853, Lefroy participe au transfert de l’observatoire au gouvernement de la province du Canada (Canada-Uni) le 31 mars 1853 et travaille avec les membres du Canadian Institute, dont il est président, à persuader le gouvernement d’acheter les instruments et les livres de l’observatoire.

### Administrateur
De retour en Angleterre, Lefroy devient conseiller scientifique en artillerie au ministère de la Guerre pendant la guerre de Crimée. Il participe à la réforme des forces armées et est membre de nombreux comités militaires, avant d’être nommé inspecteur général des écoles de l’armée et plus tard directeur général de l’Ordnance Survey de 1868 à 1870. Pendant cette période, il se mêle de plus en plus à l’activité de la Royal Artillery Institution et collabore à sa revue professionnelle. Après avoir pris sa retraite de l’armée le 1er avril 1870, avec le grade honoraire de major général, il remplit les fonctions de gouverneur des Bermudes de 1871 à 1877 et à partir de 1880, celles de gouverneur de la Tasmanie. Après son retour en Angleterre en 1882, il publie un certain nombre d’articles sur une grande variété de sujets, principalement d’ordre militaire. On lui décerne la médaille de compagnon de l’Ordre du Bain en 1870 et celle de chevalier commandeur de l’Ordre de Saint-Michel et Saint-Georges en 1877. 
Lefroy revient deux fois au Canada, la première pour un court séjour en 1877, après que la maladie l’ait forcé à quitter les Bermudes pour l’Angleterre. Il effectue sa dernière visite en 1884 et, à titre de président de la section de géographie de la British Association for the Advancement of Science, il prononce l’allocution d’ouverture lors de la réunion annuelle de l’association à Montréal. Pendant son séjour, il reçoit un doctorat honorifique en droit du McGill College. Lefroy et sa seconde épouse sont reçus à Québec par le gouverneur général lord Lansdowne et à Toronto par le lieutenant-gouverneur John Beverley Robinson, beau-frère de Lefroy. Il se rend dans l’Ouest canadien avec l’intention de voir les Rocheuses, mais à Winnipeg ses forces déclinent et il doit retourner en Angleterre.
Atteint de problèmes aux poumons, Leroy quitte Londres en 1885 pour la Cornouailles où il meurt en 1890. Il est enterré à Crowall (Comté de Hampshire) auprès de sa première femme.

### Vie privée
Le 16 avril 1846, Lefroy épouse Emily Merry (décédée en 1859), fille de John Beverley Robinson de qui il a deux fils et deux filles. Le 12 mai 1860, il se remarie à Londres à Charlotte Anna Mountain (décédée le 11 avril 1890).

## Notoriété
Le mont Lefroy, dans les montagnes Rocheuses, est nommé en son honneur, bien qu'il semble difficile de savoir si c'est par James Hector, de l'expédition Palliser, qui l'ait fait en 1858, ou par George Mercer Dawson en 1884. Il est situé entre les glaciers Lefroy et Victoria.
Un portrait de John Henry Lefroy durant ses expéditions par Paul Kane a recueilli un prix record aux enchères chez Sotheby's à Toronto le 25 février 2002. La  milliardaire canadienne Kenneth Thomson l'a payé 5 062 500 Can. Thomson a fait don de la peinture dans le cadre de sa collection au Musée des beaux-arts de l'Ontario.
En 1960, la Fondation du patrimoine ontarien, ministère des Affaires civiques et de la Culture, a érigé une plaque commémorative dédiée à Sir John Lefroy sur le campus de l'Université de Toronto.